# Wonosalam (plaats in Demak)
Wonosalam is een bestuurslaag in het regentschap Demak van de provincie Midden-Java, Indonesië. Wonosalam telt 4624 inwoners (volkstelling 2010).